# Félix Marquardt
Pour les articles homonymes, voir Marquardt (homonymie).
Félix Marquardt, né le 5 janvier 1975 à Paris, est un essayiste, ancien consultant en relations internationales, entrepreneur, producteur de rap et conseiller stratégique.

## Biographie
Félix Marquardt est né le 5 janvier 1975, dans une famille aisée (un père austro-allemand, Alexander (1946-2023), avocat d'affaires dans un cabinet américain à Paris), cultivée (une mère, Nikki Diana Marquardt, américaine et galeriste place des Vosges) et cosmopolite,.
Il étudie de manière chaotique, enchaînant les lycées : Bossuet, Stanislas, l’École alsacienne et Charlemagne, avant de partir étudier l'histoire et la philosophie aux États-Unis à l'université de Syracuse puis de Columbia, d’où il reviendra sans diplôme,.
De retour des États-Unis en 1998, il monte un label de rap, Kohiba Productions. Parallèlement, Kohiba Multimedia fait du référencement Internet de sites pornographiques. L'aventure Kohiba Multimedia s'arrête en 2000, des suites d'une affaire judiciaire contre Bertrand Delanoë, le nom du candidat socialiste à la mairie de Paris étant utilisé sans son consentement. Kohiba Multimedia est condamné à verser 120 000 francs de dommages et intérêts.
Il se convertit à l'islam dans les années 2000, par pur formalisme, afin de pouvoir épouser sa femme, une Tuniso-Maltaise musulmane, avant de commencer à croire réellement et de pratiquer sa religion d'adoption quelques années plus tard,.
Entre 2000 et 2004, il est la plume d'Agnès Touraine chez Vivendi Universal Publishing. À cette même époque, il fait un bref séjour de trois mois chez L'Oréal en tant que stagiaire. Il participe à la rédaction de quelques discours du président de l'époque, Lindsay Owen-Jones.
De 2004 à 2006, il est directeur de la communication de l’International Herald Tribune à Paris,. Par la suite, il avouera publiquement que le CV présenté pour obtenir ce poste était bidonné.
Fin 2009, Félix Marquardt lance les Dîners de l'Atlantique. Il poursuit avec les Emerging Dinners lors du Forum de Davos en 2013. Au cours de sa carrière, Félix Marquardt a pu accueillir Bill Gates, Adnan Ibrahim, Mario Vargas Llosa, Mikhaïl Saakashvili, Ngozi Okonjo-Iweala, Juan Manuel Santos, Anwar Ibrahim, Sam Rainsy, Celso Amorim, Nursultan Nazaarbaev, Bernard Kouchner, Nouriel Roubini et Muhammad Yunus,,.
Dans la seconde partie des années 2010, il s'éloigne quelques années du monde médiatique, « victime de son succès et de ses addictions », note la journaliste Anne Fulda dans Le Figaro,.
En 2020, il cofonde le mouvement Black Elephant,.
Félix Marquardt écrit régulièrement pour la presse française (Le Figaro, Le Monde, Libération) et internationale (The New York Times, Financial Times, Forbes, Al Hayat, Estado de São Paulo, Die Welt, El Pais, Haaretz, Jakarta Globe ou encore le Toronto Globe).
Les Inrocks l'ont qualifié de « faiseur de melting-pot », Libération de « brasseur d'air du temps ».

## Le communicant

### Dîners de l'Atlantique
Félix Marquardt est parti d'un constat simple : il est difficile pour les élites internationales de pénétrer les réseaux français. Pour tenter d'y remédier, il décide alors de créer les « Dîners de l'Atlantique ».
La première édition, qui a eu lieu le 24 octobre 2009, est placée sous la présidence d'Éric Woerth ; il invite également Nicolas Baverez et l'économiste Nouriel Roubini,. L'objectif de ces dîners est de rassembler clients, responsables politiques, artistes, entrepreneurs de manière à permettre des rencontres, étoffer le réseau de chacun et profiter à tous. Avec ce qu'il faut de journalistes, photographes et cadreurs pour qu'on en parle le lendemain dans les médias.
La marque « Les Dîners de l'Atlantique The Atlantic Dinners » est déposée en France en juin 2010. Le Monde a longuement dépeint ce type de dîner mondain dans un article intitulé « Les dîners de Com' ».
En octobre 2010, à l’occasion de la 5e édition des « Dîners de l'Atlantique », Félix Marquardt réunit un certain nombre de responsables économiques et politiques français tels que Christophe de Margerie (Total), Patrick Kron (Alstom), Gérard Mestrallet (GDF Suez) ou encore Anne Lauvergeon (Areva) autour de Noursoultan Nazarbaïev, président du Kazakhstan,.

### Emerging Time Dinners
Les Emerging Time Dinners lancés au cours du Forum économique mondial de Davos en 2013 prennent la suite des « Dîners de l'Atlantique ». Alors que la philosophie des « Dîners de l'Atlantique » était de rassembler les élites des deux bords de l'Atlantique, les Emerging Time Dinners se veulent un lieu de rencontre Nord-Sud.

### Modernisation de l'islam
À la suite des attentats de Paris de janvier 2015, Félix Marquardt entame un dialogue avec Mohammed Bajrafil - imam d'une mosquée à Ivry-sur-Seine où il va faire la prière du vendredi. De ce dialogue naît la volonté d'aider à la formation d'un islam réformé et plus moderne. Dans un premier temps, Félix Marquardt s'exprime sur cette idée de réformer l'islam à travers plusieurs tribunes dans Le Huffington Post, dans Le JDD dans Le Point et dans le quotidien israélien Haaretz. Puis il lance le mouvement « Khlass le silence » (ça suffit le silence) et, dans la foulée ,la fondation al-Kawakibi. Ce dialogue avec des représentants musulmans donnera lieu, par la suite, à la fondation du Forum mondial pour la réforme de l'islam, le 21 janvier 2015, sous l'égide de la fondation al-Kawakibi. Ghaleb Bencheikh, Adnan Ibrahim, Asma Lamrabet, Mohammed Bajrafil et Félix Marquardt en sont les cofondateurs. Le forum doit se tenir à Paris courant 2016 ; son objectif est de créer une charte permettant, notamment par la différenciation entre cultuel et culturel, de devenir une référence mondiale pour un islam modéré, démocrate et réformateur,. Ce pas vers un mouvement réformateur de l'islam en France a été vu d'un très mauvais œil du côté de l'État islamique, qui a qualifié leurs auteurs d'apostats.

### Youthonomics
En 2015, Félix Marquardt fonde le think tank Youthonomics, dont l'activité principale est la publication du Youthonomics Global Index, classant 64 pays du monde selon de nombreux critères, dont l'éducation, l'aisance d'accès au marché de l'emploi, l'optimisme des jeunes, etc. 
L'objectif de Marquardt est proposer un indicateur inédit, celui de la qualité d'accueil présente et future qu'un pays réserve aux jeunes,.

## L'essayiste

### Black Elephant
En 2020, Félix Marquardt cofonde le mouvement Black Elephant, appelant à une conversation nouvelle, ouverte par le Covid-19, mettant en lumière la complexité du monde et le caractère intrinsèquement violent et insoutenable de la modernité, et particulièrement notre addiction à la croissance,,,.
Son engagement se traduit par une série de prises de position dans la presse française et internationale, notamment à l'égard du Forum économique mondial,.
En novembre 2021, Félix Marquardt publie une tribune dans Les Echos, co-signée par Steve Schmidt, fondateur du Lincoln Project, invitant les Français à envisager la possibilité d'une victoire d'Éric Zemmour à l'élection présidentielle de 2022 et appelant la droite à lui faire front. Marquardt compare cette candidature à celles de Donald Trump aux États-Unis et de Jair Bolsonaro au Brésil, et déclare qu'il lui « paraît naïf, dangereux et chauvin d'être si convaincu que la vague populiste mondiale n'est pas susceptible de faire sauter les digues françaises ».

### The New Nomads
The New Nomads: How the Migration Revolution is Making the World a Better Place, est publié en 2021. Partiellement autobiographique, l'ouvrage retrace le parcours migratoire de plusieurs personnages réels, en replaçant la figure traditionnelle du nomade dans un contexte actuel et en invitant le lecteur à la concevoir dans son rapport au lieu,,.

## Controverses

### Barrez-vous

#### Lancement de la tribune et du livre
Dans une prise de position qui a provoqué quelques remous, Félix Marquardt co-signe une tribune dans Libération à la rentrée 2012. Dans cette tribune, les trois signataires (Félix Marquardt, Mokless et Mouloud Achour) exhortent les jeunes Français à s'expatrier et courir le monde afin d'y acquérir l'expérience de la vie. Cette tribune est programmée depuis plusieurs mois (avec site Internet, comptes Twitter, LinkedIn, Facebook et Tumblr), de manière à coïncider avec la rentrée scolaire et ainsi capter l'attention du public jeune. La tribune s'accompagnait d'un volet projet, encore en pointillé à son lancement. Pari réussi pour la tribune : aussitôt diffusée, les réactions ne se sont pas fait attendre. La partie soutien aux projets a, de l'avis même de son initiateur, été un échec.
Fin juin 2013, nouvelle tribune, toujours le même public visé (les jeunes), toujours dans la même thématique (barrez-vous), mais dans le New York Times, cette fois-ci en anglais. Félix Marquardt y décrit la France comme une « gérontocratie, ultracentralisée et sclérosée, qui chaque jour s’affaisse un peu plus ».

#### Réactions
De septembre 2012 à octobre 2013, cette tribune a donc occupé une partie du terrain médiatique (notamment dans les émissions de talk-show) sur ce conseil donné aux jeunes de partir de France et a provoqué diverses réactions dans le monde politique français.
Dans une tribune d'opinion sur Libération, François-Xavier Bellamy, maire adjoint de Versailles - par ailleurs agrégé de philosophie et enseignant -, prend l'exact contre-pied de Félix Marquardt, dénonçant « un discours victimaire », « un individualisme absolu » et exhortant les jeunes à se battre plutôt qu'à fuir.
Invité de l'émission On n'est pas couché du 9 novembre 2013 sur France 2 pour défendre son livre Barrez-vous, il est vivement attaqué par le duo Natacha Polony/Aymeric Caron, qui tentent de le déstabiliser à propos de son analyse de l'enrichissement personnel qu'un jeune peut obtenir de ses expériences hors de l'Hexagone.

## Vie privée
Il est père de trois enfants.

## Publications
- Félix Marquardt, Barrez-vous : 99 bons plans pour venir voir ailleurs si t'y es, Paris, J'ai Lu, coll. « Librio », 2013, 128 p. (ISBN 978-2-290-08206-5)
- (en) Félix Marquardt, The New Nomads: How the Migration Revolution is Making the World a Better Place, Londres, Simon & Schuster, 8 juillet 2021, 288 p. (ISBN 9781471177378)

## Dans la littérature
Dans L'Année du coq de feu de Marc Lambron (Grasset, 2022), il est présenté comme « le neveu de Rameau de la web-culture ».